# Cervera del Maestre
Cervera del Maestre è un comune spagnolo di 637 abitanti situato nella comunità autonoma Valenciana.